# Premio Filón
El Premio Filón Minero es un premio creado en 2010 en el marco del Festival Internacional de Cante de las Minas para distinguir al mejor instrumentista flamenco.  

## Historia
El premio fue creado por el entonces presidente ejecutivo del certamen Francisco Bernabé a partir de la propuesta de José Manuel Gamboa. El premio destaca por hacer visible el papel de instrumentos no tradicionales en el flamenco. La primera edición del premio se celebró en 2010 siendo galardonado el pianista y compositor murciano Abdón Alcaraz. En 2021 la canadiense Lara Wong se convirtió en la primera mujer en ser distinguida con el premio.

## Premiados
| Año  | Nombre del ganador | Especialidad instrumental  | Nacimiento              | Ref.          |
| ---- | ------------------ | -------------------------- | ----------------------- | ------------- |
| 2010 | Abdón Alcaraz      | Piano                      | Murcia, 1976            | [ 3 ]         |
| 2011 | Sergio Monroy      | Piano                      | Cádiz, 1980             | [ 4 ]         |
| 2012 | Óscar de Manuel    | Flauta travesera           | Valencia                | [ 5 ]         |
| 2013 | Pepe Bao           | Bajo eléctrico             | Ferrol, 1966            | [ 6 ]         |
| 2014 | Antonio Moreno     | Marimba                    | Utrera                  | [ 7 ]         |
| 2015 | Gautama del Campo  | Saxofón                    | Sevilla                 | [ 8 ]         |
| 2016 | Alfonso Aroca      | Piano                      | Mengíbar, 1981          | [ 9 ]         |
| 2017 | Sergio de Lope     | Flauta travesera           | Priego de Córdoba, 1985 | [ 10 ]        |
| 2018 | Andrés Barrios     | Piano                      | Utrera, 1997            | [ 11 ]        |
| 2019 | Alejandro Solano   | Marimba                    | Cartagena, 1995         | [ 12 ]        |
| 2021 | Lara Wong          | Flauta travesera y bansuri | Vancouver, 1990         | [ 13 ]        |
| 2022 | Ángel Bocanegra    | Violín                     | Granada, 1997           | [ 14 ] [ 15 ] |
| 2023 | Raúl Pérez         | Piano                      | Cartagena, 2001         | [ 16 ]        |